# Winterbergklippe

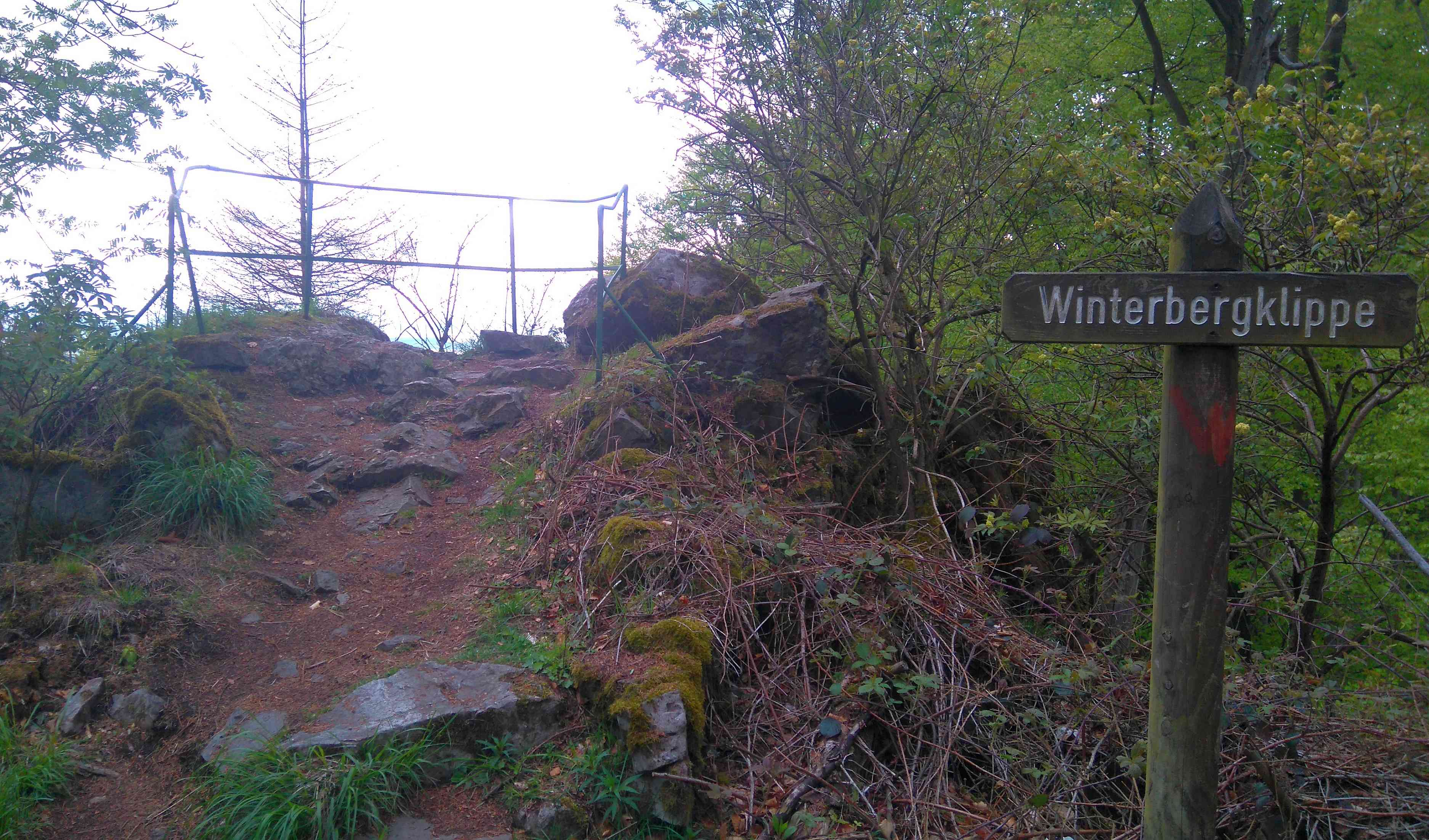
Die Winterbergklippe in der Nähe von Bad Harzburg

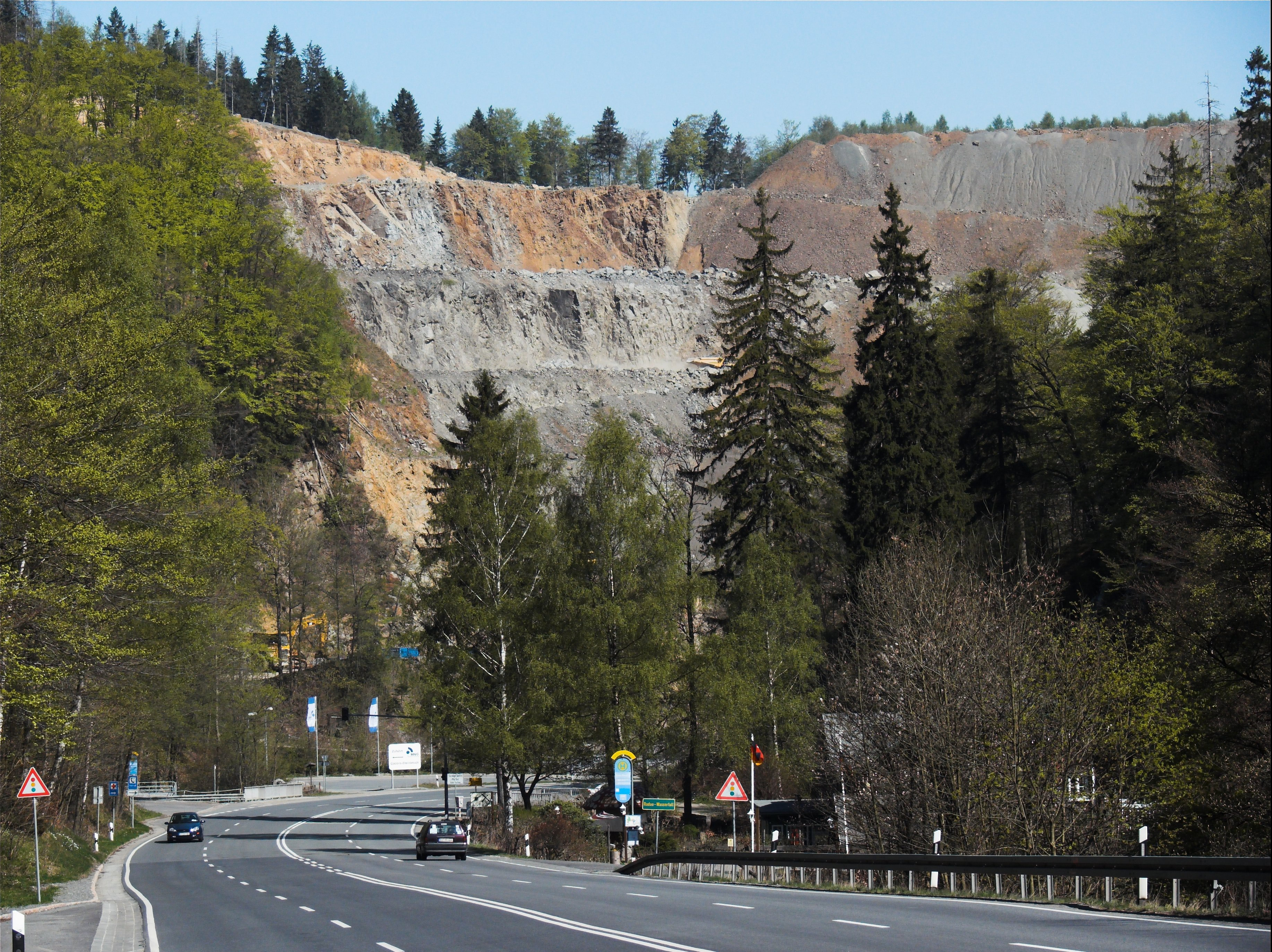
Der Gabbro-Steinbruch unterhalb der Winterbergklippe im Radautal

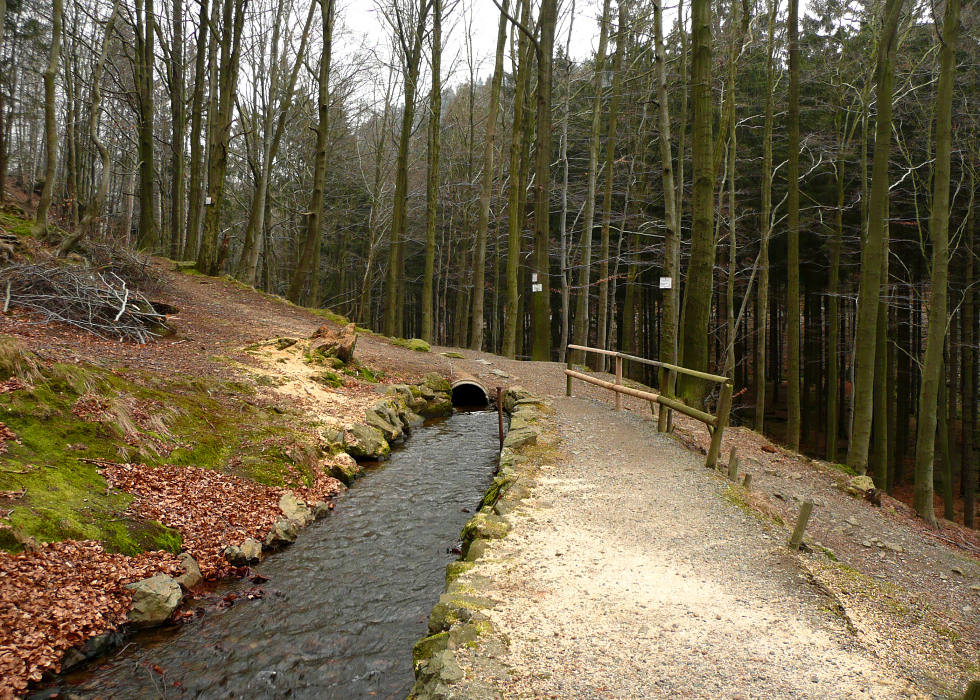
Der links den Winterberg hinaufführende Wanderweg über die Winterbergklippe zum Molkenhaus quert den zum Radauwasserfall führenden Wassergraben

Die Winterbergklippe ist ein Gabbrofelsen im Nationalpark Harz.

## Geografische Lage
Die Winterbergklippe befindet sich am Nordrand des Harzes in etwa 500 m Höhe, südöstlich von Bad Harzburg im Landkreis Goslar in Niedersachsen, oberhalb des Radautales, durch das die B 4 führt, im unteren Gipfelbereich des Winterberges. Nur wenige Schritte von der Winterbergklippe führt der Wanderweg, der das Gasthaus am Radauwasserfall mit der Ausflugsgaststätte Molkenhaus verbindet, vorbei. Von diesem, vom Harzklub und der Verwaltung des Nationalparkes Haus ausgeschilderten Wanderweg führt ein sehr kurzer Stichpfad direkt auf die Klippe, deren oberer Teil begehbar und mit einem Eisengeländer gegen mögliches Abstürzen von Passanten gesichert ist. 
Einige Bäume im Umfeld der Winterbergklippe beeinträchtigen die Sicht, die sich von hier aus bei klarer Sicht in Richtung Bad Harzburg und den Nordharz sowie den auf der gegenüberliegenden Talseite befindlichen Gabbro-Steinbruch bot.
Etwas oberhalb der Winterbergklippe befindet sich im Buchenwald in etwas höherer Hanglage die Rudolfklippe, die ebenfalls ein Gabbrofelsen ist und von der sich aufgrund von stärkerem Baumbewuchs kaum noch eine Aussicht in das Radautal und auf das nördliche Harzvorland mit Bad Harzburg bietet.

## Name
Die Klippe ist nach dem Berg benannt, auf dem sie sich befindet.

## Geschichte
In der Zeit des Aufblühens des Harztourismus wurden Fotos der Winterbergklippe auf Ansichtspostkarten, die u. a. im Molkenhaus und im Gasthaus am Radauwasserfall sowie in Bad Harzburg käuflich zu erwerben waren, vertrieben, die die Schönheit der Landschaft und der sich von der Winterbergklippe bietenden Aussicht auf Bad Harzburg anpriesen. 